# Saint-Priest-la-Roche
Saint-Priest-la-Roche é uma comuna francesa na região administrativa de Auvérnia-Ródano-Alpes, no departamento de Loire. Estende-se por uma área de 13,5 km². Em 2010 a comuna tinha 345 habitantes (densidade: 25,6 hab./km²).